# 幸来橋

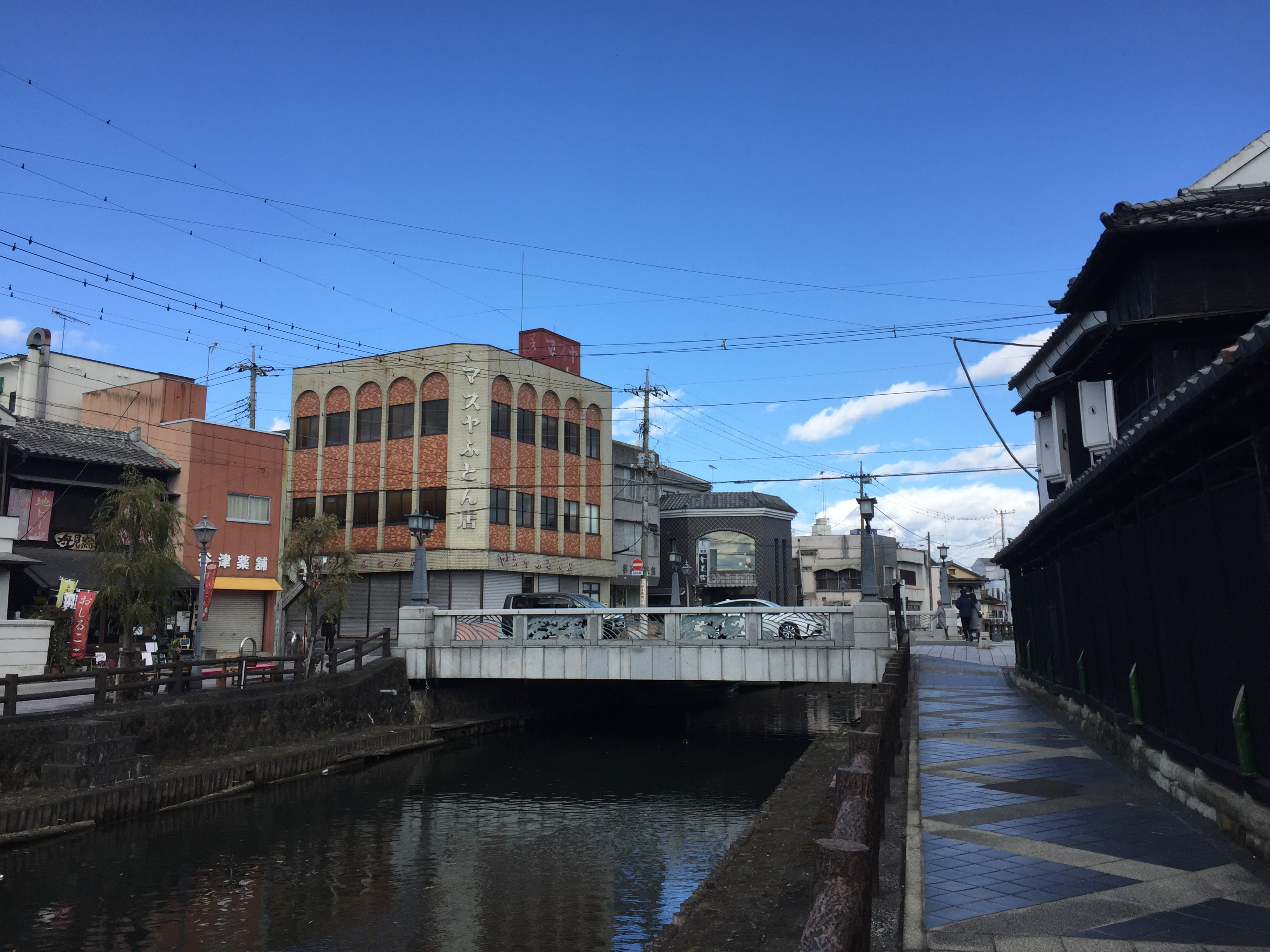
幸来橋

幸来橋（こうらいばし）は、栃木県栃木市倭町にある巴波川に架かる栃木県道75号栃木佐野線の橋である。橋長12.7m。

## 概要
江戸時代、栃木町に架かる橋は2つだけであり、幸来橋はそのうちの1つだった（もう1つは下流の開明橋）。ただし、幸来橋という名は江戸時代末期に付けられたもので、それまでは念仏橋と呼ばれていた。明治7年に架け替えられ、栃木市の中心街から錦着山公園や太平山に通じる橋として栄えた。大正14年には木橋からコンクリート橋に替えられて現在に至る。
橋の北西には県庁堀（旧栃木県庁遺構）があり、橋の近くには塚田家の黒塀（塚田歴史伝説館など）がある。巴波川は江戸時代から水運業が盛んで、現在では船頭による舟歌が楽しめる観光用の舟が行き交っている。観光用の舟は蔵の街遊覧船と呼ばれ、この橋付近から瀬戸河原公園の間の約300 mを往復する。
地元栃木市出身の詩人・柴田トヨは少女期から青年期にかけて、この橋付近の職場に奉公に出されていた。職場で辛い事があると幸来橋に来て、職場の同僚と互いに慰め合っていたという。その時の思い出を「幸来橋」という題名で作品として発表し、自身の詩集『くじけないで』にも取り上げられた。

## 伝承・逸話
- 昔、水流が豊かな巴波川はしばしば氾濫し、そのたびこの橋が流されて人々は難儀した。そこで、この橋の架け替えの際に美少女を人柱にし、川の神に祈ったところ、水流は静まり、橋も流されなくなった。ところがそれからというもの、街のどの家にも子供が生まれなくなり、人柱となった少女の霊が成仏できないでいることが分かった。手厚く供養を行った結果、川の中から少女を背中に乗せた大うなぎが現れ、空へと舞い上がっていった。それからは再び子供が生まれるようになり、誰からともなくこの橋を『幸来橋』と呼ぶようになったと言われる[5]。
- 慶応3年（1867年）11月、西郷隆盛が下野路へ派遣した浪士たちによる撹乱部隊が出流山で挙兵した（出流山事件）。その後、浪士のうち高橋亘・山本鼎（のちの西村謹吾）・大谷国次（国定忠治の息子）ら数人は栃木宿の栃木陣屋に軍資金を要求しに来たが、脇本陣押田屋源兵衛方で関東取締出役・渋谷鷲郎配下の木村喜蔵・宮内啓之助（左右平とも[6]）・望月善一郎らに襲撃され、5名を失った。これを聞いた副将・西山尚義（通称は謙之助）は栃木宿に向かい（事件を知らず、高橋らが帰らないのを心配して行ったとも言われる）、幸来橋の木戸を入ったところ、陣屋を預かっていた善野司率いる町民兵に襲われ、討ち死にしたという[7]。浪士たちは付近各所での戦闘を経て鎮圧されたが、この事件がのちに江戸薩摩藩邸の焼討事件につながり、西郷の目論見どおり戊辰戦争の引き金を引くこととなった[8]。

## 隣の橋
- 巴波川

常盤橋 - 倭橋 - 幸来橋 - 巴波川橋 - 相生橋